# Сиудад Акуня
Сиудад Акуня (на испански: Ciudad Acuña) е град в щата Коауила де Сарагоса, Мексико. Сиудад Акуня е с население от 134 233 жители (по данни от 2010 г.). Разположен е на 280 метра н.в. на Рио Гранде на Границата между САЩ и Мексико и разполага с два граничнопропусквателни пункта. Срещу него от американска страна е разположен град Дел Рио. Сиудад Акуня получава статут на град през 1880 г.